# Puccinia andropogonis-hirti
Puccinia andropogonis-hirti ist eine Ständerpilzart aus der Ordnung der Rostpilze (Pucciniales). Der Pilz ist ein Endoparasit des Süßgrases Hyparrhenia hirta. Symptome des Befalls durch die Art sind Rostflecken und Pusteln auf den Blattoberflächen der Wirtspflanzen. Sie ist im Mittelmeerraum verbreitet.

## Merkmale

### Makroskopische Merkmale
Puccinia andropogonis-hirti ist mit bloßem Auge nur anhand der auf der Oberfläche des Wirtes hervortretenden Sporenlager zu erkennen. Sie wachsen in Nestern, die als gelbliche bis braune Flecken und Pusteln auf den Blattoberflächen erscheinen.

### Mikroskopische Merkmale
Das Myzel von Puccinia andropogonis-hirti wächst wie bei allen Puccinia-Arten interzellulär und bildet Saugfäden, die in das Speichergewebe des Wirtes wachsen. Aecien oder Spermogonien der Art sind nicht bekannt. Die zimtbraunen Uredien des Pilzes wachsen unterseitig auf den Blattoberflächen der Wirtspflanze. Ihre ebenfalls zimtbraunen Uredosporen sind breitoval bis eiförmig, 29–35 × 24–28 µm groß und fein stachelwarzig. Die schwarzbraunen, blattunterseitig wachsenden Telien der Art sind früh unbedeckt und kompakt. Die haselnussbraunen Teliosporen sind zweizellig, in der Regel breitellipsoid und 32–38 × 22–28 µm groß; ihre Stiele sind hyalin bis bräunlich und bis zu 35 µm lang.

## Verbreitung
Das bekannte Verbreitungsgebiet von Puccinia andropogonis-hirti erstreckt sich über das Gebiet des Mittelmeers.

## Ökologie
Die Wirtspflanze von Puccinia andropogonis-hirti ist das Süßgras Hyparrhenia hirta. Der Pilz ernährt sich von den im Speichergewebe der Pflanzen vorhandenen Nährstoffen, seine Sporenlager brechen später durch die Blattoberfläche und setzen Sporen frei. Die Art verfügt über einen Entwicklungszyklus, von dem bislang lediglich Telien und Uredien sowie deren Wirt bekannt sind; Spermogonien und Aecien konnten dem Pilz nicht zugeordnet werden.